# Gran Premio de los Países Bajos de Motociclismo de 1961
El Gran Premio de los Países Bajos de Motociclismo de 1961 fue la quinta prueba de la temporada 1961 del Campeonato Mundial de Motociclismo. El Gran Premio se disputó el 24 de junio de 1961 en el Circuito de Assen.

## Resultados 500cc
Gary Hocking inmediatamente tomó una gran ventaja desde el principio. Finalmente, Mike Hailwood logró limitar el daño al terminar segundo a solo 26 segundos, pero el tercer hombre Bob McIntyre terminó casi dos minutos. En la general, Hailwood sigue un punto por delante en la general.
| Pos.    | Piloto            | Equipo    | Tiempo       | Pts. |  |
| ------- | ----------------- | --------- | ------------ | ---- |  |
| 1       | Gary Hocking      | MV Agusta | 1h 05' 37" 2 | 8    |  |
| 2       | Mike Hailwood     | Norton    | +26" 0       | 6    |  |
| 3       | Bob McIntyre      | Norton    | +1' 43" 3    | 4    |  |
| 4       | Phil Read         | Norton    | +2' 18" 9    | 3    |  |
| 5       | Frank Perris      | Norton    | +2' 24" 9    | 2    |  |
| 6       | Ron Miles         | Norton    | +1 Vuelta    | 1    |  |
| 7       | Karl Hoppe        | Norton    | +1 Vuelta    |      |  |
| 8       | Trevor Pound      | Norton    | +1 Vuelta    |      |  |
| 9       | Ernst Hiller      | Matchless | +1 Vuelta    |      |  |
| 10      | Lothar John       | BMW       | +1 Vuelta    |      |  |
| 11      | Rudolf Thalhammer | Norton    | +1 Vuelta    |      |  |
| 12      | Geoff Tanner      | Norton    | +2 Vueltas   |      |  |
| 13      | Anton Elbersen    | BMW       | +2 Vueltas   |      |  |
| 14      | Joop Vogelzang    | Norton    | +2 Vueltas   |      |  |
| 15      | Rudolf Gläser     | Norton    | +2 Vueltas   |      |  |
| Ret     | Bert Schneider    | Norton    | Ret          |      |  |
| Ret     | Heinz Kauert      | Matchless | Ret          |      |  |
| Ret     | Jacques Insermini | Norton    | Ret          |      |  |
| Ret     | Peter Horton      | Norton    | Ret          |      |  |
| Ret     | Peter Pawson      | Norton    | Ret          |      |  |
| Ret     | Willy van Leeuwen | Norton    | Ret          |      |  |
| Fuente: |                   |           |              |      |  |

## Resultados 350cc
En la clase de 350cc, la fuerza mayor del MV Privat fue mucho menor que en 500cc. Especialmente Bob McIntyre pudo seguir bien con la Bianchi de dos cilindros y terminó solo dos segundos detrás de Gary Hocking. František Št'astný (Jawa) quedó en tercer lugar.
| Pos. | Piloto             | Moto      | Tiempo     | Pts. |
| ---- | ------------------ | --------- | ---------- | ---- |
| 1    | Gary Hocking       | MV Privat | 1:06"54'8  | 8    |
| 2    | Bob McIntyre       | Bianchi   | +2'4       | 6    |
| 3    | František Št'astný | Jawa      | +2"10'0    | 4    |
| 4    | Ernesto Brambilla  | Bianchi   | +2"59'6    | 3    |
| 5    | Phil Read          | Norton    | +3"08'8    | 2    |
| 6    | Frank Perris       | Norton    | +1 Vuelta  | 1    |
| 7    | Karl Hoppe         | AJS       | +1 Vuelta  |      |
| 8    | Gustav Havel       | Jawa      | +1 Vuelta  |      |
| 9    | Rudi Thalhammer    | Norton    | +1 Vuelta  |      |
| 10   | Trevor Pound       | Norton    | +1 Vuelta  |      |
| 11   | Raymond Bogaerdt   | Norton    | +1 Vuelta  |      |
| 12   | Willy van Leeuven  | Norton    | +1 Vuelta  |      |
| 13   | Tony Horton        | Norton    | +1 Vuelta  |      |
| 14   | Rudolf Gläser      | Norton    | +1 Vuelta  |      |
| 15   | Jacques Insermini  | Norton    | +2 Vueltas |      |
| 16   | Peter Horton       | AJS       | +2 Vueltas |      |
| 17   | Heinz Kauert       | AJS       | +2 Vueltas |      |
| Ret  | Hugh Anderson      | AJS       | Ret        |      |

## Resultados 250cc
En el cuarto de litro, Mike Hailwood ganó su segunda carrera consecutiva de 250cc con su Honda RC 162. Bob McIntyre quedó en segundo lugar. Así las cosas, se mantuvieron por delante del piloto oficial Jim Redman. Tom Phillis no comenzó, por lo que Hailwood tomó la delantera en la clasificación de la general.
| Pos. | Piloto             | Moto    | Tiempo     | Pts. |
| ---- | ------------------ | ------- | ---------- | ---- |
| 1    | Mike Hailwood      | Honda   | 56' 34" 8  | 8    |
| 2    | Bob McIntyre       | Honda   | +29" 4     | 6    |
| 3    | Jim Redman         | Honda   | +1' 01" 6  | 4    |
| 4    | Silvio Grassetti   | Benelli | +2' 54" 4  | 3    |
| 5    | František Št'astný | Jawa    | +1 Vuelta  | 2    |
| 6    | Fumio Itō          | Yamaha  | +1 Vuelta  | 1    |
| 7    | Cas Swart          | Benelli | +2 Vueltas |      |
| 8    | Tansharu Noguchi   | Yamaha  | +2 Vueltas |      |
| 9    | František Srna     | Jawa    | +2 Vueltas |      |
| Ret  | Ernst Degner       | MZ      | Ret        |      |
| Ret  | Tom Phillis        | Honda   | Ret        |      |
| Ret  | Jan Huberts        | Honda   | Ret        |      |
| Ret  | Werner Musiol      | MZ      | Ret        |      |

## Resultados 125cc
En la carrera de 125cc, Tom Phillis aprovechó al máximo el abandono de Mike Hailwood y Ernst Degner. Como resultado, Phillis se colocaba en solitario en la clasificación del Mundial. Jim Redman quedó en segundo lugar y, por lo tanto, subió al tercer lugar de la general. Alan Shepherd se convirtió en tercero con su MZ RE 125.
| Pos. | Piloto             | Moto    | Tiempo     | Pts. |
| ---- | ------------------ | ------- | ---------- | ---- |
| 1    | Tom Phillis        | Honda   | 50' 55" 7  | 8    |
| 2    | Jim Redman         | Honda   | +19" 9     | 6    |
| 3    | Alan Shepherd      | MZ      | +1' 37" 6  | 4    |
| 4    | Phil Read          | EMC     | +2' 45" 5  | 3    |
| 5    | Werner Musiol      | MZ      | +2' 46" 8  | 2    |
| 6    | Rex Avery          | EMC     | +3' 43" 9  | 1    |
| 7    | Walter Brehme      | MZ      | +1 Vuelta  |      |
| 8    | Jan Huberts        | Honda   | +1 Vuelta  |      |
| 9    | Yoshikazu Sunako   | Yamaha  | +1 Vuelta  |      |
| 10   | Fumio Itō          | Yamaha  | +1 Vuelta  |      |
| 11   | Francisco González | Bultaco | +1 Vuelta  |      |
| 12   | John Grace         | Bultaco | +1 Vuelta  |      |
| 13   | Cees van Dongen    | Yamaha  | +1 Vuelta  |      |
| 14   | Michio Ichino      | Suzuki  | +1 Vuelta  |      |
| 15   | Vittorio Zito      | Ducati  | +1 Vuelta  |      |
| 16   | Mitsuo Itoh        | Suzuki  | +2 Vueltas |      |
| 17   | Matsumoto Toshio   | Suzuki  | +2 Vueltas |      |
| 18   | Jaap Stoltenkamp   | NSU     | +2 Vueltas |      |
| Ret  | Mike Hailwood      | Honda   | Ret        |      |
| Ret  | Sadao Shimazaki    | Honda   | Ret        |      |
| Ret  | Luigi Taveri       | Honda   | Ret        |      |
| Ret  | Ernst Degner       | MZ      | Ret        |      |